# Черняк Людмила Миколаївна
Людмила Миколаївна Черняк (15 грудня 1954, с. Клинівка (нині Панка) Сторожинецького району Чернівецької області) – українська журналістка, видавниця.творів Юрія Федьковича.

### Біографія
Народилася 15 грудня 1954 року в селі Клинівка (нині Панка: в Незалежній Україні селу повернули дорадянську назву) Сторожинецького району Чернівецької області. В рідному селі закінчила десятирічну школу. Відтак навчалася на філологічному факультеті (відділення української мови та літератури) Чернівецького державного університету.
1977 року почала працювати в Чернівецькій обласній газеті «Молодий буковинець». Від 1979-го – коректор, кореспондент газети «Радянська Буковина», яка 1991-го перестала виходити в зв’язку із забороною комуністичної партії України. Натомість журналістський колектив став засновником газети «Буковина» (під такою назвою в 1885 – 1918 роках виходила перша україномовна газета краю).
Від 1991 – до 2020 – оглядачка з питань культури, заступниця відповідального секретаря, завідувачка відділу культури та національного відродження газети «Буковина». За цей час надрукувала  сотні газетних публікацій, серед яких вирізнялися статті про утвердження української національної ідеї і державної української мови, відродження і розвиток української культури.  
Л.Черняк 1989 року в числі 37 фіналістів творчого конкурсу Спілки журналістів СРСР на політ у космос (роботи надіслали сотні учасників) пройшла медичне  обстеження в Інституті медико-біологічних проблем. Лікарська комісія дозволу на космічне відрядження буковинці не дала, але поїздка до Москви лягла в основу її документальної повісті «Мій зоряний міраж», яка вийшла в кількох номерах газети «Радянська Буковина» на початку 1990-го.  
1997 року Л. Черняк ініціювала створення при газеті видавництва й була призначена директором Колективного підприємства «Видавництво «Буковина», в якому побачили світ  десятки книг. Це, зокрема, «Універсеп (Універсальний словник епіграм), або ж УСЕ» Віктора Косяченка, «Близька далечінь» Володимира Дячкова, «За тебе, свята Україно» Нестора Мизака, «Крутизна», «Між страхом і любов'ю» Володимира Михайловського, «Золотої нитки не згубіть» Василя Селезінки, «Вічні скарби Георгія Гараса» Євдокії Антонюк-Гаврищук, «Твори» Юрія Федьковича в 5 томах (6 книгах), «Просвіта» на Буковині. Історія і сучасність» (упорядник – Володимир Михайловський), репринтне видання «Взори вишивок домашнього промислу на Буковині» Еріха Кольбенгаєра та багато інших.
Як голова первинної організації Національної спілки журналістів України Л.Черняк ініціювала створення Музею газети «Буковина». 6 червня 2010 року відбулася презентація першої музейної колекції, зокрема газетних підшивок «Радянської Буковини» від сорокових років ХХ століття та незалежної «Буковини» від 1991 року, бібліотеки подарованих редакції книг із дарчими написами авторів, архів фотографій, надрукованих на шпальтах часопису, світлини редакційного колективу різних років та ін. Він став першим і єдиний музеєм українських газетярів в Україні з давньою історією (перший номер «Буковини» вийшов 1 січня 18885 року). Від 2019-го Л.Черняк – завідувачка музею газети «Буковина», який займає 100,8 кв. м. редакційної площі.
Людмила Черняк як журналістка і директор Видавництва «Буковина» в партнерстві з Буковинським центром культури і мистецтва започаткувала обласний конкурс читців творів видатного поета Буковини Юрія Федьковича. Від 2016 року щороку 11 січня – в день пам’яті Кобзаря Буковини – відбуваються читацькі змагання з прочитання Федьковичевих творів. Наразі відбулося 8 конкурсів, у якому взяли участь майже три сотні виконавців.

### Нагороди
- Літературно-мистецька премія імені Сидора Воробкевича (2011).
- Літературно-мистецька премія імені Юрія Федьковича (2014).
- Медаль «Будівничий України» Всеукраїнського товариства «Просвіта» імені Тараса Шевченка (2018).
- Ювілейна відзнака Чернівецької обласної державної адміністрації «100 років Буковинському віче» (2018).
- Почесна відзнака Чернівецької обласної ради «За заслуги перед Буковиною» (2019).
- Почесна відзнака Чернівецької обласної державної адміністрації «Вдячна Буковина» (2023).